# 1101

Kruisvaart van 1101

Het jaar 1101 is het 1e jaar in de 12e eeuw volgens de christelijke jaartelling.

## Gebeurtenissen

### Kruisvaart van 1101
- mei - Een nieuwe golf kruisvaarders verzamelt zich bij Constantinopel. Na plunderingen vertrekken zij, vergezeld door een contingent Petsjenegen, onder leiding van Raymond IV van Toulouse naar Dorylaeum, waar zich al een groep Lombardische volkskruisvaarders bevindt.
- 23 juni - Ancyra valt in handen van de kruisvaarders en wordt overgedragen aan Alexius I van Byzantium.
- De kruisvaarders uit Lombardije trekken verder noordelijk naar Niksar, waar zij Bohemund I van Antiochië willen bevrijden.
- Kilij Arslan I weet een verbond met de Danisjmenden en Ridwan van Aleppo te smeden.
- augustus - Slag bij Mersivan: De kruisvaarders worden vrijwel vernietigd. Een aantal edelen weet het Byzantijnse Sinope te bereiken en keert per schip naar Constantinopel terug.
- Een apart contigent onder Willem II van Nevers belegert Konya tevergeefs, en wordt korte tijd later bij Heraclea Cybistra in een hinderlaag gelokt en vernietigd.
- Een derde leger onder Willem IX van Aquitanië , Hugo I van Vermandois en Welf I van Beieren trekt plunderend door Byzantijns gebied In Constantinopel verdelen zij zich en een deel bereikt per schip Palestina. De rest wordt eveneens bij Heraclea vernietigd.
- Willem van Nevers en Raymond van Toulouse nemen met een groep overlevenden Tortosa in en bereiken einde jaar Antiochië.

### Overige gebeurtenissen
- januari - paus Paschalis II neemt de macht in Rome over van tegenpaus Theodoricus en neemt deze gevangen. De aanhangers van de keizer kiezen Albertus van Sabina tot opvolger van Theodoricus. Ook Albertus wordt gevangengenomen. De keizerlijke aanhangers blijven weigeren Paschalis II te accepteren, maar kiezen voorlopig geen nieuwe tegenpaus.
- 10 april - Hendrik van Northeim, de nieuwe markgraaf van Midden-Friesland, wordt onder onduidelijke omstandigheden door de Friezen gedood.
- 7 september - Eerste Slag bij Ramla - Het koninkrijk Jeruzalem onder Boudewijn I verslaat na een slecht begin de Fatimiden.
- 25 december - Met de benoeming van Hendrik I van Limburg tot hertog van Neder-Lotharingen wordt het graafschap Limburg een hertogdom.

zonder datum
- Floris II beëindigt zijn strijd met bisschop Burchard van Utrecht, vermoedelijk door deze als leenheer te erkennen. Hij krijgt van deze Rijnland in leen, en heet vanaf dit punt graaf van Holland (tot dan toe heetten hij en zijn voorgangers graaf in Friesland).
- Minsk wordt hoofdplaats van een onafhankelijk vorstendom.
- Stichting van de Iraakse stad Hilla.
- Magnus III van Noorwegen trouwt met Margaretha Fredkulla.
- Knoet IV wordt heilig verklaard.
- Robert Curthose, de van kruistocht terruggekeerde hertog van Normandië, steekt over naar Engeland, om zijn broer Hendrik II de troon als opvolger van hun broer Willem II te betwisten. Hij geeft nadien echter zijn aanspraken op in het Verdrag van Alton, in ruil voor een jaarlijkse toelage van 2000 pond.
- Voor het eerst genoemd: Bornem, Merelbeke, Moulbaix

## Opvolging
- Beieren - Welf IV opgevolgd door zijn zoon Welf V
- aartsbisdom Bremen - Liemar opgevolgd door Humbert
- Carcassonne - Ermengarde opgevolgd door haar zoon Bernard Ato IV Trencavel, burggraaf van Nîmes
- Clermont - Hugo I opgevolgd door zijn zoon Reinoud II
- Duklja - Konstantin Bodin opgevolgd door zijn broer Dobroslav II, op zijn beurt opgevolgd door hun neef Kočapar
- Fatimiden - Abu'l Qasim Muhammad al-Musta'li opgevolgd door Abu 'Ali al-Mansur al-Amir
- Galilea - Tancred opgevolgd door Hugo van Sint-Omaars
- Neder-Lotharingen en Antwerpen - Hendrik I van Limburg in opvolging van Godfried van Bouillon
- bisdom Parijs - Willem van Montfort opgevolgd door Fulko van Parijs
- Polotsk - Vseslav opgevolgd door zijn zoon Boris
- Sicilië - Rogier I opgevolgd door zijn zoon Sicilië onder regentschap van diens moeder Adelheid van Savona
- tegenpaus - Theodoricus opgevolgd door Albertus van Sabina

## Geboren
- Stefanus II, koning van Hongarije (1116-1131)
- Héloïse, Frans abdis (jaartal bij benadering)

## Overleden
- 10 april - Hendrik van Northeim, graaf van Midden-Friesland (1101)
- 16 mei - Liemar, aartsbisschop van Hamburg-Bremen (1072-1101)
- 22 juni - Rogier I (~59), graaf en grootgraaf van Sicilië (1071-1101)
- 27 juli - Koenraad (27), medekoning van Duitsland (1087-1098) en koning van Italië (1093-1098)
- 24 augustus - Su Shi (64), Chinees dichter en staatsman
- 27 augustus - Willem van Montfort, bisschop van Parijs (1096-1101)
- september - Ida van Cham, Duits edelvrouw , echtgenote van Leopold II van Oostenrijk (vermoedelijke datum)
- 30 september - Anselmus IV, aartsbisschop van Milaan (1097-1101)
- 18 oktober - Hugo de Grote (~48), graaf van Vermandois en Valois (1080-1101)
- 9 november - Welf IV, hertog van Beieren (1070-1077, 1096-1101)
- Bruno van Keulen (~69), Duits-Frans kloosterstichter
- Ermengarde, burggravin van Carcassonne, Béziers en Agde (1068-1069, 1082-1101)
- Hugo I, graaf van Clermont (1088-1101)
- Vseslav, prins van Polotsk (1044-1101) en grootvorst van Kiev (1068-1069)